# 1080
1080 (MLXXX) fue un año bisiesto comenzado en miércoles del calendario juliano.

## Acontecimientos
- El Cid Campeador es desterrado.
- Construcción del castillo de Newcastle que da nombre a la ciudad.

## Nacimientos
- San Isidro Labrador
- San Pedro del Barco

- Datos: Q19448
- Multimedia: 1080 / Q19448